# 1914년형 280 mm 슈나이더 구포

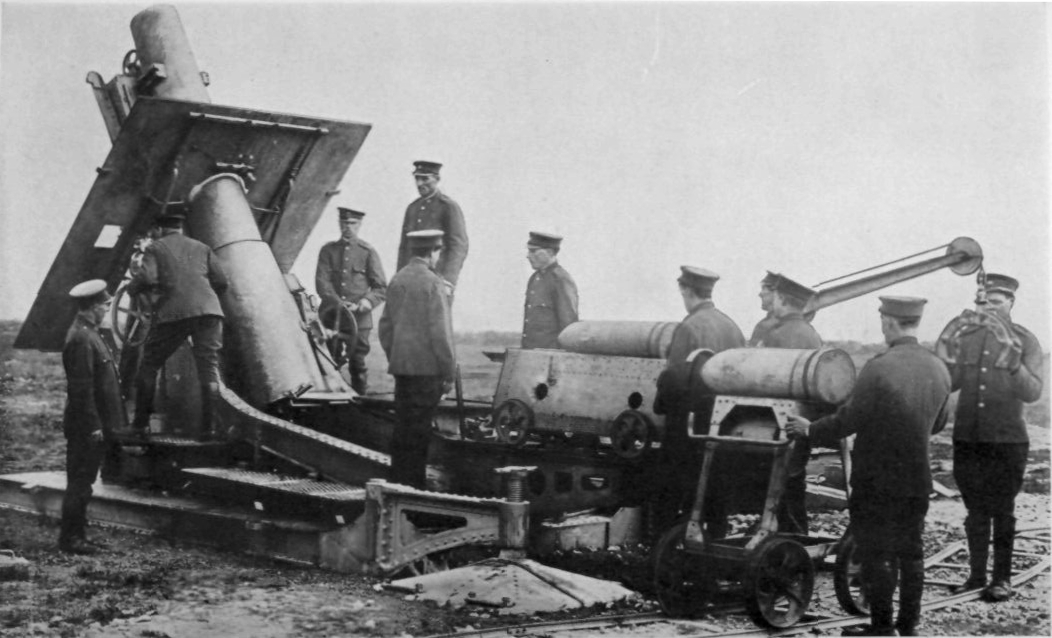
발사 준비 완료.

1914년형 280 mm 슈나이더 구포(프랑스어: Mortier de 280 modèle 1914 Schneider)는 프랑스의 공성용 곡사포로, 슈나이더 사에서 소량 생산하여 제1차 세계 대전 당시 프랑스군에서 운용하였다. 러시아 제국에도 40문 이하가 판매되어 동부전선 및 1차대전 종전 이후 러시아 내전과 폴란드-소비에트 전쟁에 사용되기도 했다. 러시아에서는 1912년형 11 인치 공성구포(러시아어: 11 дм. осадная мортира обр. 1912 г.)라고 부르다가 나중에는 1914/15년형 280 mm 슈나이더 구포(러시아어: 280-мм мортира Шнейдера образца 1914/15 гг.)라고 불렀다. 1914년형과 1915년형은 프랑스에서 러시아로 배달된 시기에 따라 지정된 것이다. 미국의 M1918 240 mm 곡사포는 슈나이더 구포의 구경을 240 mm 로 줄인 카피판이다.